# Хабіб Діалло
Хабіб Діалло (фр. Habib Diallo; нар. 18 червня 1995, Тієс) — сенегальський футболіст, нападник французького «Страсбура» та національної збірної Сенегалу.

## Клубна кар'єра
Народився 18 червня 1995 року в місті Тієс. Починав займатися футболом на батьківщині в академії «Женерасьйон Фут», звідки 2013 року був запрошений до французького «Меца».
У дорослому футболі дебютував 2014 року виступами за другу команду «Меца», а з наступного року почав залучитися до складу основної команди клубу. Захищав кольори цієї команди до осені 2020 року на рівні першого і другого французьких дивізіонів. Також протягом 2017—2018 років на правах оренди грав за «Брест».
5 жовтня 2020 року за 10 мільйонів євро перейшов до «Страсбура», де відразу став основним нападником команди.

## Виступи за збірні
2015 року залучався до складу молодіжної збірної Сенегалу. На молодіжному рівні зіграв у 4 офіційних матчах.
2018 року дебютував в офіційних матчах у складі національної збірної Сенегалу. У складі збірної був учасником Кубка африканських націй 2021 року, що проходив на початку 2022 року в Камеруні.
| Дата       | Місто    | Господарі            | Результат | Гості            | Турнір                                   | Голи | Примітки |
| ---------- | -------- | -------------------- | --------- | ---------------- | ---------------------------------------- | ---- | -------- |
| 17-11-2018 | Бата     | Екваторіальна Гвінея | 0 – 1     | Сенегал          | Відбір до Кубка африканських націй 2019  | -    | 55'      |
| 10-10-2019 | Сінгапур | Бразилія             | 1 – 1     | Сенегал          | товариський матч                         | -    | 78'      |
| 13-11-2019 | Тієс     | Сенегал              | 2 – 0     | Республіка Конго | Відбір до Кубка африканських націй 2021  | 1    | 83'      |
| 17-11-2019 | Манзіні  | Есватіні             | 1 – 4     | Сенегал          | Відбір до Кубка африканських націй 2021  | -    | 83'      |
| 11-11-2020 | Тієс     | Сенегал              | 2 – 0     | Гвінея-Бісау     | Відбір до Кубка африканських націй 2021  | -    | 66'      |
| 15-11-2020 | Бісау    | Гвінея-Бісау         | 0 – 1     | Сенегал          | Відбір до Кубка африканських націй 2021  | -    | 79'      |
| 1-9-2021   | Тієс     | Сенегал              | 2 – 0     | Того             | Відбір до ЧС 2022                        | -    | 73'      |
| 9-10-2021  | Тієс     | Сенегал              | 4 – 1     | Намібія          | Відбір до ЧС 2022                        | -    | 72'      |
| 11-11-2021 | Ломе     | Того                 | 1 – 1     | Сенегал          | Відбір до ЧС 2022                        | -    | 76'      |
| 14-11-2021 | Тієс     | Сенегал              | 2 – 0     | Республіка Конго | Відбір до ЧС 2022                        | -    | 77'      |
| 10-1-2022  | Бафусам  | Сенегал              | 1 – 0     | Зімбабве         | Кубок африканських націй 2021 - 1-й етап | -    | 64'      |
| 14-1-2022  | Бафусам  | Сенегал              | 0 – 0     | Гвінея           | Кубок африканських націй 2021 - 1-й етап | -    | 74'      |
| 18-1-2022  | Бафусам  | Малаві               | 0 – 0     | Сенегал          | Кубок африканських націй 2021 - 1-й етап | -    | 60'      |
| Усього     |          | Матчів               | 13        |                  | Голів                                    | 1    |          |

## Титули і досягнення
- Переможець Кубка африканських націй: 2021